# Kuszanagi
A Kuszanagi, hivatalos nevén Kuszanagi no Curugi (草薙の剣) egy legendás japán kard, ami egyike a három császári jelképnek. Önmagában jelképe az erőnek és bátorságnak, de a másik két tárggyal mást is kifejez. A bronztükörrel (Jata no Kagami) és a drágakővel (Jaszakani no Magatama) együtt magában hordozza a nélkülözhetetlen jelét a legitimációnak. Régebben Ame no Murakumo no Curugi (天叢雲剣) volt a neve, ami azt jelentette, „A menny összegyűlő felhőinek kardja”, de később megváltoztatták a népszerűbb Kuszanagi no Curugire, ami annyit tesz „Fűvágó kard”. Jelenleg Ovari tartomány (Aicsi prefektúra déli része) található, az Acutai nagyszentélyben.

## Eredet
A legrégebbi említések a japán császár jelképes kardjáról a Kodzsikiben (ősi mitológiák feljegyzései) és a Nihonsokiban (Japán krónikája) találhatók.
A kardot a Kodzsiki többször is említi, de mivel ez egy japán mitológiai gyűjtemény, nem ismerik el történelmi dokumentumnak, így a kard valódi eredete sem ismert.

A legenda szerint a kardot egy szörny farkában találták. Eszerint a legenda szerint Szuszanoo viharisten talált rá egy nyolc fejű kígyóban, melynek neve Jamata no Orocsi volt. A legenda úgy tartja, ez a kígyószörny ártott a leghosszabb ideig Izumo tartománynak, miközben a tartomány uralkodói családját, az Asinazucsi családot tartotta félelemben. A családban kilenc leánygyermek volt, és a kígyó már felfalt nyolcat közülük. Az utolsó lányt fenyegette a veszély, Kusinada hercegnőt. A család feje aggódva, hogy elveszti utolsó leányát is, segítségért fordult az akkoriban száműzött Szuszanoo viharisten felé. Mikor Szuszanoo hallott a történtekről, azonnal a nyolcfejű szörny nyomába indult és megtámadta. Ám erőfeszítései hiábavalók voltak. Orocsi túl erősnek bizonyult és a viharisten kénytelen volt visszavonulni. Bár akkor legyőzte a szörny, Szuszanoo nem pazarolta az idejét és nekiállt dolgozni a következő tervén, hogy megállítsa Orocsit. Szuszanoo terve egyszerű, de furfangos volt. A viharisten úgy tervezte, elkábítja Orocsi mind a nyolc fejét. Így hát a viharisten elrendezett nyolc szakés (japán rizsbor) tálat, hogy odacsábítsa a nyolcfejű szörnyet. Az alkohol hatására mély álomba zuhanva a szörny védtelen volt Szuszanoo támadásával szemben. A viharisten saját kardjával levágta mind a nyolc fejét, és hogy biztosan megakadályozza Orocsi felépülését és visszajövetelét, levágta a kígyó mind a nyolc farkát is. A legősibb történetek úgy tartják, a szörny egyik farkában talált egy második kardot, melyet abban a pillanatban a viharisten Ame no Murakumo no Curugi-ként, vagyis a menny összegyűlő felhőinek kardjaként nevezett el.

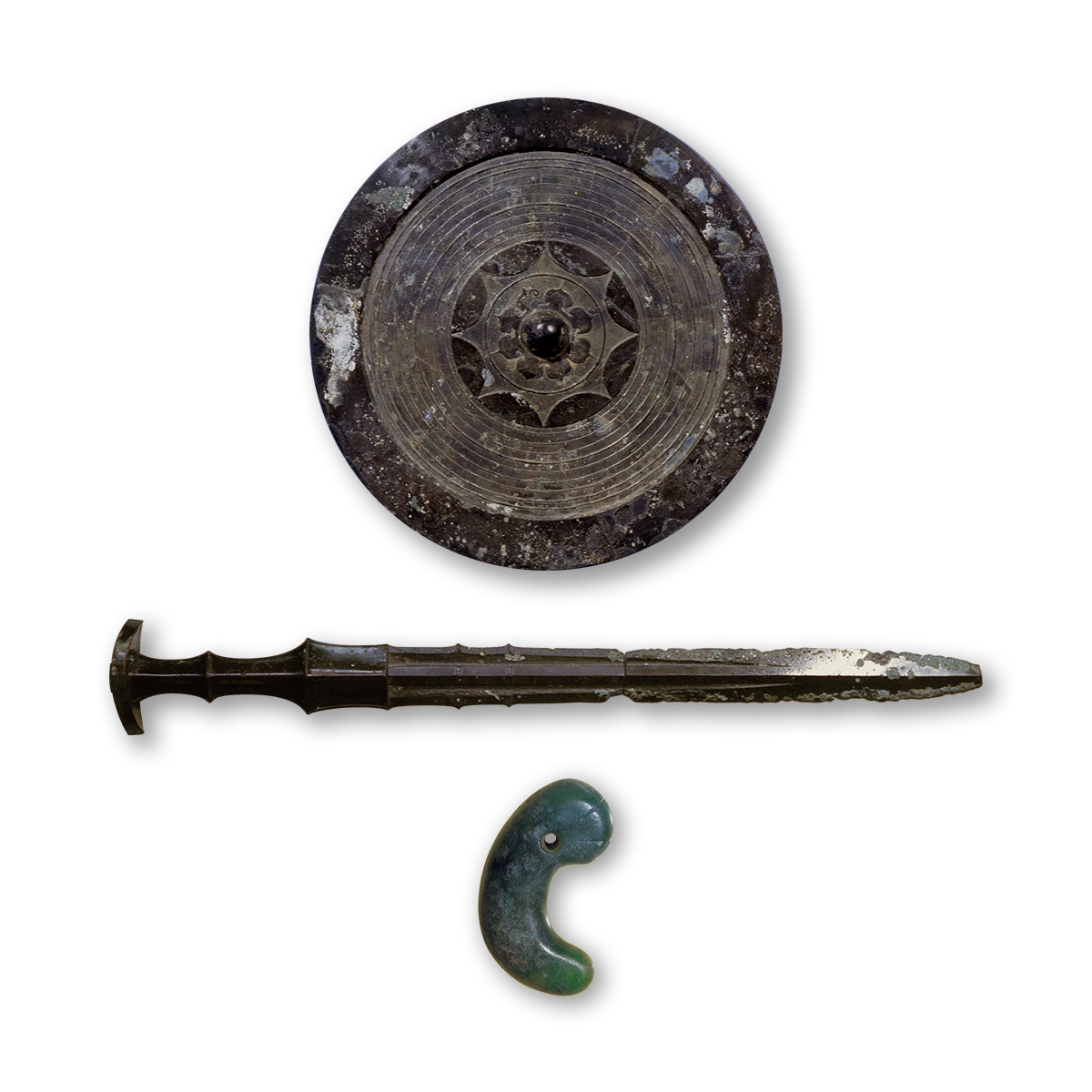
Illusztráció a három, eddig még sosem látott császári jelképről.

Később Szuszanoo ezt a kardot testvérének, Amateraszu Ómikaminak, a napistennőnek adta bocsánatkérő ajándékként. Amateraszu később az Ama no Murakumo no Curugi-t az unokájának, Niniginek adta, mikor lejött a Földre. Ninigi pedig az unokájának, Dzsinmu császárnak (Japán első császárának) ajándékozta egy bronztükör (Jata no kagami) és drágakő (Jaszakani no magatama) kíséretében. Ez a három kincs lett később a három császári jelkép: a császári hatalom és legitimáció szimbólumai, megerősítve a császári család kapcsolatát az isteni felmenőikkel.
A Nihonsoki szerint generációkkal később, az Iszei nagyszentély, melyet Jamato no Mikoto hercegnő, a legendás Szuinin császár (Japán tizenegyedik császára) lánya  alapított, hogy lakhelyet biztosíthasson a császári jelképnek.
Jamato Takeru no Mikoto, Keikó császár (Japán tizenkettedik császára) fia, sikeresen visszatartotta az összes felkelőt Kjúsú szigetén, ismert nevükön a Kumaszot. Mivel erős férfi volt, és hadserege is képzett volt, úgy gondolta, az északkeleti partok felkelőit is képes legyőzni. Mielőtt nekiállt volna a küzdelemnek, elment Iszébe, hogy kifejezze imádatát a szentélyeknek, isteni támogatásért imádkozzon illetve meglátogassa a nagynénjét, aki a közelben élt. Jamato Takeru öt-hat napot tölthetett Jamato no Mikoto hercegnővel. A hercegnő a legnagyobb kincsével fogadta őt – mal. Mielőtt elvált volna unokaöccsétől, átadta neki a legendás kardot és egy tűzszerszámot, majd azt mondta: „Ez a kard a legértékesebb dolog, amit adhatok neked, és biztonságban fog tartani téged minden veszélytől. Őrizd ennek megfelelően, hiszen ez lesz az egyik szent kincs.”
Miután búcsút mondott a hercegnőnek, Jamato Takeru elindult Szuruga tartomány (a jelenlegi Sizuoka prefektúra) felé, amit olyan zilált állapotban talált, ahogy azt a szóbeszédből is hallotta. Szuruga tartományban volt néhány hatalmas síkság, ahol most Jaicu Mura (焼津村) falva áll („jaita” 焼田 annyit tesz „égő földek”). A felkelők úgy tervezték, hogy egyikőjük meghívja Jamato Takerut vadászni, amíg a többiek elrejtőznek a magas fűben. A terv szerint addig ott is maradnak, amíg odavezetik, és bekerítik őt, hogy onnan kiugorva meglepjék és megöljék. Egy okos és hiteles férfit küldtek Jamato Takeru elé, aki elmondta neki, hogy rengeteg szarvas van a füves mezőn. A férfi meghívta vadászni és kalauznak is felajánlotta magát. A herceg nem bírt ellenállni a meghívásnak és mivel úgy találta, a tartomány kevésbé zendülő, mint amire számított, elfogadta azt. Amikor eljött a reggel, a vadász-íja mellett magával vitte a nagynénjétől kapott kardot is. Az idő szeles volt és a felkelők szerint a síkság olyan száraz volt, hogy biztosra vették, sokkal biztosabb és kevésbé veszélyes lesz számukra felgyújtani a füvet, tekintettel arra, hogy a helyi vezető a herceget majd a széllel szemben irányítja vadászni, és ha jól gyújtják meg a tüzet, az villámgyorsan felé fog haladni és teljesen biztonságos lesz számukra. Jamato Takeru úgy tett, ahogy arra számítottak. Csendesen jött, mit sem sejtve. Hirtelen a mező kigyulladt előtte és mellette. A herceg rájött, hogy elárulták. Az áruló kísérő eltűnt. A herceg egyedül állt a halál és szenvedés veszélyében. A füst sűrűn és fojtogatón haladt egyenesen felé. Jamato Takeru megpróbált elfutni az egyetlen résen, de elkésett. Lovát az ellenség megölte, hogy biztosan ne tudjon elmenekülni. Kétségbeesésében az Ame no Murakumo no Curugit használta, hogy visszavágja a füvet, megakadályozva a tűz terjedését. Eközben fedezte fel, hogy bármelyik irányba lendítette a kardját, a szél megváltozott annak irányába. Ha észak irányba vágott, a szél délre irányult. Ha délre, a szél északra irányult és így tovább. Előnyét kihasználva ennek a varázslatnak, Jamato Takeru kézbevette a tűzszerszámot is, hogy tüzet indítson ellenségeinek irányába. Diadalittasan, átnevezte a kardot Kuszanagi no Curuginek (Fűvágó Kard), hogy megörökítse a győzelmét és hajszálon múló menekülését. Nem sokkal ezután megházasodott és mikor egy csatába került egy szörny ellen, meghalt, mivel nem fogadta meg felesége tanácsát, hogy vigye magával a kardot.

## Tartózkodási helye
Az eredeti Kuszanagi kard állítólag Keikó császár uralma óta (i.sz. 71 – 130) az Acutai nagyszentélyben található. Ám a Meidzsi-kor óta mindig volt egy másolat a császár közelében, és a Meidzsi-korban egészen 1945-ig a császár mindig  magával vitte, mikor elhagyta a császári palotát egy éjszakára vagy egy hosszabb útra.

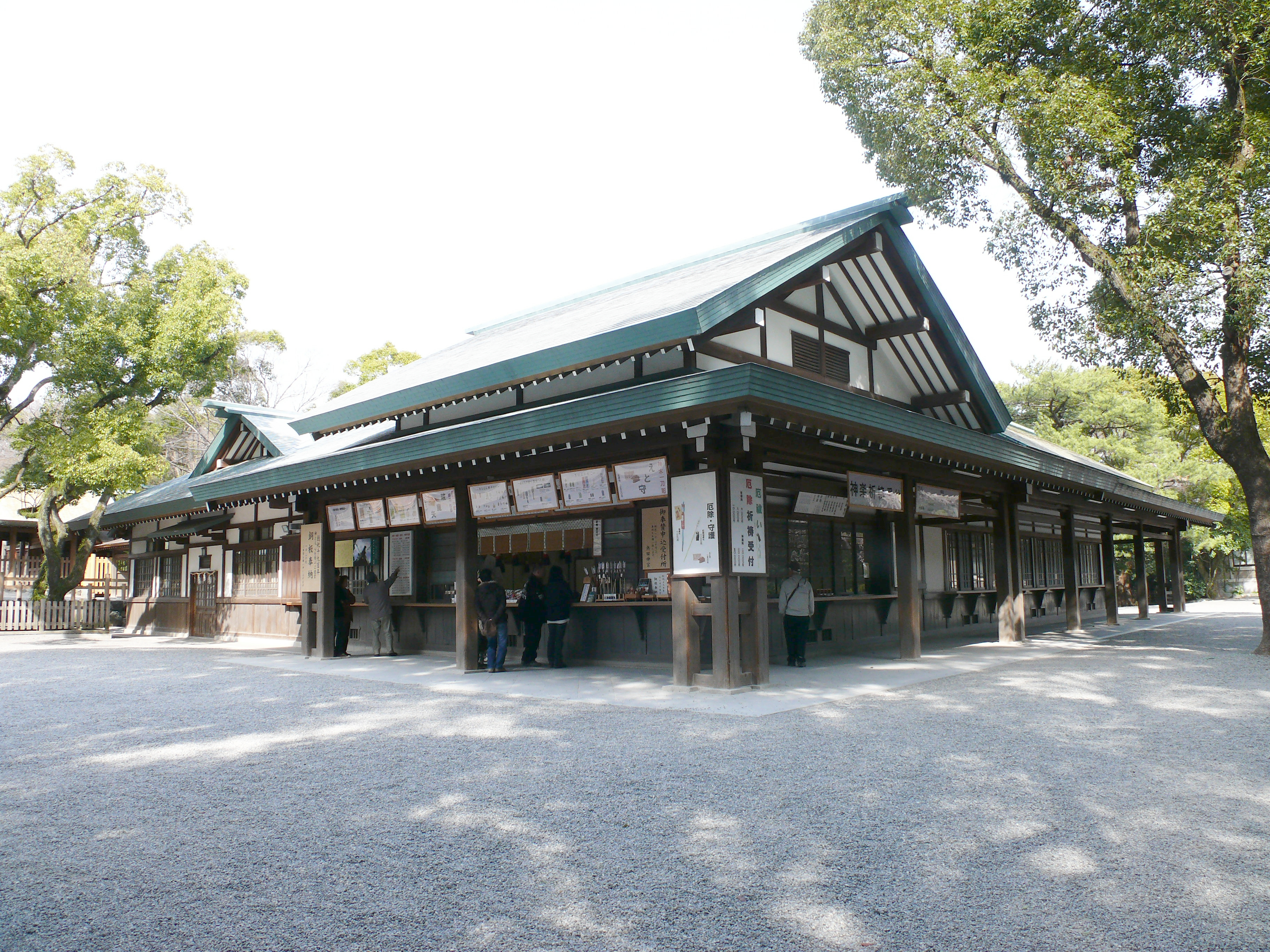
Az Acutai nagyszentély; eredete egészen i.sz. 100-ig nyúlik vissza, Keikó császár uralkodásáig; itt található a Kuszanagi kard is.

A kard tartózkodási helyéről a legelső megbízható forrás a Nihonsokiban olvasható. Bár a Nihonsoki is tartalmaz mitologikus történeteket, amik nem bizonyulnak megbízhatónak, csak úgy, mint a Kodzsiki, olyan történelmi eseményeket is leírtak benne, ami egykorú vagy megközelítőleg egykorú magával a feljegyzéssel és ezek a részek történelminek nyilvánítottak. A Nihonsokiban a Kuszanagi no Curugit elvitték a narai császári palotából 668-ban és az Acutai nagyszentélybe vitték, mivel a kardot hibáztatták Tenmuto császár betegségéért. A kard jelenleg is az Acutai nagyszentélyben található, viszont nem látogatható nyilvánosan. Az Edo-korban a szentélyben a kard több javításon is átesett, mint például a tároló fadoboz cseréje. Bizonyos leírások szerint Macuoka Maszano egyike volt a kevés sintó papnak, aki láthatta a kardot. Az ő beszámolója a Kuszanagit így írta le: „egy 150 centiméter hosszú kődoboz volt a fadoboz belsejében, vörös agyaggal kitömve a kettő közti helyet. A kődoboz belsejében egy kámforfa üreges tönkje volt, aranyozott szegélyű béléssel, így egy újabb dobozt alkotva. A bélés tetején volt elhelyezve egy kard. A kődoboz és a kámforfa közti réseket ugyancsak vörös agyaggal tömték ki. A kard körülbelül 82 centiméter hosszú volt. A pengéje kálmoslevélre emlékeztetett. A kard közepének vastagsága a markolattól kezdve körülbelül 18 centiméter lehetett egy halgerinchez hasonló külsővel. A kard fehér fémes színű és jól karbantartott volt.” Miután látta a kardot, a papot száműzték a szentélyből, és őt kivéve a szentélyben minden más pap különös betegségekben meghalt.
Úgy tartják, a kard többször is elveszett, ellopták. Eközül a leghíresebb eset 1185-ben történt, a Dan no Ura háborúban, amit a Heike monogatari örökített meg. A Heike monogatari egy 1371-ben lejegyzett szóbeli történetek gyűjteménye. Eszerint a kard a tengerbe veszett az említett háború során. A tengeri háború a Heike klán és Antoku császár gyermekének vereségével végződött, Minamoto no Josicune kezei által. A történet szerint a hadiflotta vereségének hallatán a császár nagyanyja a császárt és kíséretét a tengerszoroshoz vezette, hogy a vízbe vessék magukat. A nagyanyja magával vitt kettőt a három császári jelképből: a szent drágakövet és a Kuszanagi no Curugit. A szent tükör hirtelen a helyére került, mikor az egyik udvarhölgy a tengerbe próbált ugrani vele. Míg úgy tartják, a szent drágakövet a hullámokon úszva találták a ládikájában, addig a kard örökre elveszett. A Heike monogatarit azonban egy szájról szájra terjedő epikus költészetnek tartják, amelyet megközelítőleg kétszáz évvel a megtörtént események után jegyeztek le, így a megbízhatósága, mint történelmi dokumentum, megkérdőjelezhető. Néhány forrás mégis lehetségesnek tartja az eseményt. Sokan úgy gondolják, a tengerbe veszett kard csak egy másolat volt, mások pedig azt, hogy az volt az eredeti, és az a kard, ami az Acutai nagyszentélyben található 1210 óta, csak egy másolat.
Egy ennél korábbi történet szerint a kardot állítólag ellopták a hatodik században, méghozzá egy sillai szerzetes 668-ban. A hajója azonban elsüllyedt a tengerben, így a kardnak utat engedve, hogy lemossa a tenger Isze partjára, ahol sintó papok találtak rá 686-ban.

## Jelenlegi állapot

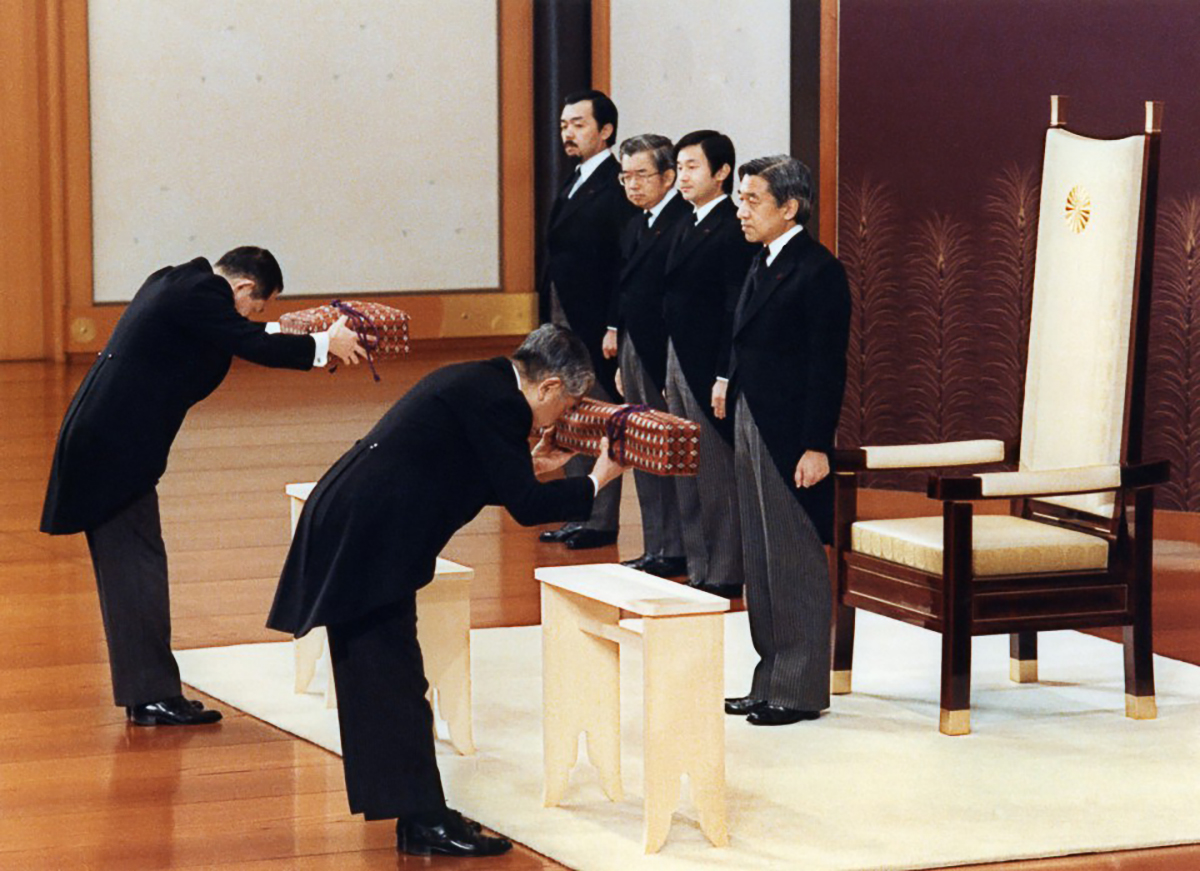
A Kuszanagi no Curugi átadása a Jaszakani no Magatamával Akihito császár koronázási ceremóniáján 1989-ben.

Ma úgy tartják, a Kuszanagit továbbra is őrzik, ahogy az ősi időkben, a biztonságos Acutai nagyszentély falain belül, Nagojában. A kardot utoljára a modern történelemben, Akihito császár koronázási ceremóniáján láthatták, amikor átadták neki a jelképes drágakővel, 1989-ben. Bár akkor se látszódott egyik jelkép se, hiszen becsomagolták őket.
Akárhogyan is, mind a Kuszanagi no Curugi és a másik két császári jelkép valódi létezése is csak végtelen feltevések tárgya maradhat. Ami viszont biztos, hogy ezek az ősi és szent relikviák – részben mitologikus, részben történelmi eredetükkel – formálták meg Japánt, fenntartva a császári család kapcsolatát az istenekkel.

## A médiában

A Kuszanagi megjelenése a Naruto című animében

Népszerűségét az is mutatja, hogy rengeteg helyen megjelenik a kard neve napjainkban is. Számítógépes játékok, animék is előszeretettel alkalmazzák a kardot, mint fontos elem a történetek szempontjából.
Játékokban: Onmyoji, Ōkami, Skyrim Nexus
Mangában, animében: Ao no Exorcist, Naruto, Ghost in the Shell, Kaminaki Sekai no Kamisama Katsudou